# Forma normal d'una bifurcació

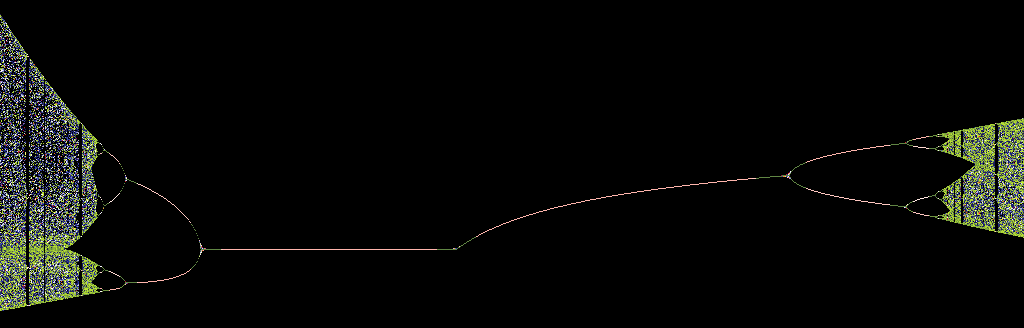
Bifurcacions (a l'esquerra) de mig període que generen un ordre, seguides de bifurcacions (a la dreta) de període doble, generadores d'un caos

En matemàtiques, la forma normal d'una bifurcació és un sistema dinàmic simple que és equivalent a tots els sistemes que presenten aquesta bifurcació.
Es defineixen les formes normals per a bifurcacions locals. Hom assumeix que, en primer lloc, el sistema es redueix a la varietat central del punt d'equilibri on té lloc la bifurcació. Llavors el sistema reduït és topològicament equivalent (localment al voltant del punt d'equilibri) a la forma normal de la bifurcació.
Per exemple, la forma normal d'una bifurcació en un punt de sella és {\displaystyle {\frac {\mathrm {d} x}{\mathrm {d} t}}=\mu +x^{2}}, on {\displaystyle \mu } és el paràmetre de bifurcació.